# Лохов, Михаил Алексеевич
Михаил Алексеевич Лохов (род. 30 декабря 1948, Ленинград) — советский футболист, защитник. Мастер спорта СССР с 1969 года.
С 8 лет обучался футболу в школе «Электросилы». После гибели отца учился в интернате, занимался волейболом, фехтованием, лёгкой атлетикой, лыжным спортом. В составе юношеской сборной Ленинграда — серебряный призёр «Кубка надежды». После 8 класса стал работать на заводе «Электросила». С подачи тренера юношеской команды города Н. Е. Соколова осенью 1966 года дебютировал в дубле «Зенита». В декабре был взят на ставку в клуб и уволился с завода. В чемпионате СССР дебютировал 23 июня 1967 года, выйдя в домашнем матче против ЦСКА (0:1) в стартовом составе вместо травмировавшегося другого дублёра — Евгения Моторина. Сыграл в сезоне 23 матча. В 1968 году главным тренером команды стал А. Г. Фальян, и Лохов в первой половине чемпионата провёл только одну игру — вышел на замену на 82-й минуте в домашнем матче с «Пахтакором» (2:2). 27 июля в гостевом матче с «Пахтакором» у «Зенита» были удалены Владимир Копин и Павел Садырин. В следующем матче Лохов вышел в стартовом составе и провёл все оставшиеся матчи сезона. В 1969 году дебютировал в составе молодёжной и олимпийской сборных СССР.
В конце ноября 1974 Лохов был призван в танковый полк под Выборгом, в следующем сезоне провёл в составе ростовского СКА 17 матчей в высшей лиге. В январе 1976 года в составе «Зенита» стал зимним чемпионом СССР по мини-футболу. Всего за «Зенит» за 12 сезонов в чемпионате провёл 329 игр, забил один мяч и три автогола. По количеству матчей за «Зенит» во всех турнирах (371 игра) занимает девятое место в истории команды.
Осенью 1979 года по совету Юрия Морозова поступил в Высшую школу тренеров, где обучался 1,5 года. В 1983—1987 был главным тренером дубля «Зенита», впоследствии — тренер детских и юношеских команд клуба.
Провёл два матча за олимпийскую сборную СССР.